# Championnats du monde de vol à ski
Les Championnats du monde de vol à ski se déroulent tous les deux ans depuis 1972. Ils alternent entre les cinq tremplins homologués de vol à ski : le tremplin Heini Klopfer à Oberstdorf, Kulm à Tauplitz-Bad Mitterndorf, Letalnica à Planica, Čerťák à Harrachov et le Vikersundbakken de Vikersund. Il existe un sixième tremplin de ce genre aux États-Unis mais non utilisé, le tremplin de Copper Peak. En 2004, une épreuve par équipes a été rajoutée.

## Editions
| Edition | Lieu            | Tremplin                 | HS    | Tours |
| ------- | --------------- | ------------------------ | ----- | ----- |
| 1972    | Planica         | Letalnica                | K165  | 2     |
| 1973    | Oberstdorf      | Tremplin Heini Klopfer   | K175  | 2     |
| 1975    | Bad Mitterndorf | Kulm                     | K165  | 3     |
| 1977    | Vikersund       | Vikersundbakken          | K150  | 4     |
| 1979    | Planica         | Velikanka bratov Gorišek | K185  | 4     |
| 1981    | Oberstdorf      | Tremplin Heini Klopfer   | K175  | 4     |
| 1983    | Harrachov       | Čerťák                   | K180  | 4     |
| 1985    | Planica         | Velikanka bratov Gorišek | K185  | 3     |
| 1986    | Bad Mitterndorf | Kulm                     | K185  | 4     |
| 1988    | Oberstdorf      | Tremplin Heini Klopfer   | K182  | 2     |
| 1990    | Vikersund       | Vikersundbakken          | K175  | 2     |
| 1992    | Harrachov       | Čerťák                   | K180  | 3     |
| 1994    | Planica         | Velikanka bratov Gorišek | K185  | 2     |
| 1996    | Bad Mitterndorf | Kulm                     | K185  | 4     |
| 1998    | Oberstdorf      | Tremplin Heini Klopfer   | K185  | 4     |
| 2000    | Vikersund       | Vikersundbakken          | K185  | 2     |
| 2002    | Harrachov       | Čerťák                   | K185  | 2     |
| 2004    | Planica         | Letalnica bratov Gorišek | K185  | 4     |
| 2006    | Bad Mitterndorf | Kulm                     | HS200 | 4     |
| 2008    | Oberstdorf      | Tremplin Heini Klopfer   | HS213 | 4     |
| 2010    | Planica         | Letalnica bratov Gorišek | HS215 | 4     |
| 2012    | Vikersund       | Vikersundbakken          | HS225 | 2     |
| 2014    | Harrachov       | Čerťák                   | HS205 | 2     |
| 2016    | Bad Mitterndorf | Kulm                     | HS225 | 3     |
| 2018    | Oberstdorf      | Tremplin Heini Klopfer   | HS235 | 3     |
| 2020    | Planica         | Letalnica bratov Gorišek | HS240 | 4     |
| 2022    | Vikersund       | Vikersundbakken          | HS240 | 4     |
| 2024    | Bad Mitterndorf | Kulm                     | HS235 | 3     |
| 2026    | Oberstdorf      | Tremplin Heini Klopfer   | HS235 |       |

## Palmarès

### Individuel
| Année | Lieu       | Or                    | Argent                | Bronze              |
| 2024  | Kulm       | Stefan Kraft          | Andreas Wellinger     | Timi Zajc           |
| 2022  | Vikersund  | Marius Lindvik        | Timi Zajc             | Stefan Kraft        |
| 2020  | Planica    | Karl Geiger           | Halvor Egner Granerud | Markus Eisenbichler |
| 2018  | Oberstdorf | Daniel-André Tande    | Kamil Stoch           | Richard Freitag     |
| 2016  | Kulm       | Peter Prevc           | Kenneth Gangnes       | Stefan Kraft        |
| 2014  | Harrachov  | Severin Freund        | Anders Bardal         | Peter Prevc         |
| 2012  | Vikersund  | Robert Kranjec        | Rune Velta            | Martin Koch         |
| 2010  | Planica    | Simon Ammann          | Gregor Schlierenzauer | Anders Jacobsen     |
| 2008  | Oberstdorf | Gregor Schlierenzauer | Martin Koch           | Janne Ahonen        |
| 2006  | Kulm       | Roar Ljøkelsøy        | Andreas Widhölzl      | Thomas Morgenstern  |
| 2004  | Planica    | Roar Ljøkelsøy        | Janne Ahonen          | Tami Kiuru          |
| 2002  | Harrachov  | Sven Hannawald        | Martin Schmitt        | Matti Hautamäki     |
| 2000  | Vikersund  | Sven Hannawald        | Andreas Widhölzl      | Janne Ahonen        |
| 1998  | Oberstdorf | Kazuyoshi Funaki      | Sven Hannawald        | Dieter Thoma        |
| 1996  | Kulm       | Andreas Goldberger    | Janne Ahonen          | Urban Franc         |
| 1994  | Planica    | Jaroslav Sakala       | Espen Bredesen        | Roberto Cecon       |
| 1992  | Harrachov  | Noriaki Kasai         | Andreas Goldberger    | Roberto Cecon       |
| 1990  | Vikersund  | Dieter Thoma          | Matti Nykänen         | Jens Weißflog       |
| 1988  | Oberstdorf | Ole Gunnar Fidjestøl  | Primož Ulaga          | Matti Nykänen       |
| 1986  | Kulm       | Andreas Felder        | Franz Neuländtner     | Matti Nykänen       |
| 1985  | Planica    | Matti Nykänen         | Jens Weißflog         | Pavel Ploc          |
| 1983  | Harrachov  | Klaus Ostwald         | Pavel Ploc            | Matti Nykänen       |
| 1981  | Oberstdorf | Jari Puikkonen        | Armin Kogler          | Tom Levorstad       |
| 1979  | Planica    | Armin Kogler          | Axel Zitzman          | Piotr Fijas         |
| 1977  | Vikersund  | Walter Steiner        | Anton Innauer         | Henry Glass         |
| 1975  | Kulm       | Karel Kodejska        | Rainer Schmidt        | Karl Schnabl        |
| 1973  | Oberstdorf | Hans-Georg Aschenbach | Walter Steiner        | Karel Kodejška      |
| 1972  | Planica    | Walter Steiner        | Heinz Wossipiwo       | Jiri Raska          |

### Par équipes
| Année | Lieu       | Or                                                                                     | Argent                                                                        | Bronze                                                                               |
| 2024  | Kulm       | Slovénie Lovro Kos Peter Prevc Domen Prevc Timi Zajc                                   | Autriche Michael Hayböck Manuel Fettner Jan Hörl Stefan Kraft                 | Allemagne Pius Paschke Karl Geiger Stephan Leyhe Andreas Wellinger                   |
| 2022  | Vikersund  | Slovénie Domen Prevc Peter Prevc Timi Zajc Anže Lanišek                                | Allemagne Severin Freund Andreas Wellinger Markus Eisenbichler Karl Geiger    | Norvège Johann André Forfang Daniel-André Tande Halvor Egner Granerud Marius Lindvik |
| 2020  | Planica    | Norvège Daniel-André Tande Johann André Forfang Robert Johansson Halvor Egner Granerud | Allemagne Constantin Schmid Pius Paschke Markus Eisenbichler Karl Geiger      | Pologne Piotr Zyla Andrzej Stękała Kamil Stoch Dawid Kubacki                         |
| 2018  | Oberstdorf | Norvège Robert Johansson Andreas Stjernen Johann André Forfang Daniel-André Tande      | Slovénie Jernej Damjan Anze Semenic Domen Prevc Peter Prevc                   | Pologne Piotr Zyla Stefan Hula Dawid Kubacki Kamil Stoch                             |
| 2016  | Kulm       | Norvège Anders Fannemel Johann André Forfang Daniel-André Tande Kenneth Gangnes        | Allemagne Andreas Wellinger Richard Freitag Stephan Leyhe Severin Freund      | Autriche Stefan Kraft Manuel Poppinger Manuel Fettner Michael Hayböck                |
| 2014  | Harrachov  | Compétition annulée en raison du vent.                                                 | Compétition annulée en raison du vent.                                        | Compétition annulée en raison du vent.                                               |
| 2012  | Vikersund  | Autriche Andreas Kofler Thomas Morgenstern Martin Koch Gregor Schlierenzauer           | Allemagne Andreas Wank Richard Freitag Maximilian Mechler Severin Freund      | Slovénie Jernej Damjan Jurij Tepes Jure Sinkovec Robert Kranjec                      |
| 2010  | Planica    | Autriche Wolfgang Loitzl Thomas Morgenstern Martin Koch Gregor Schlierenzauer          | Norvège Anders Jacobsen Anders Bardal Johan Remen Evensen Bjørn Einar Romøren | Finlande Janne Happonen Olli Muotka Matti Hautamäki Harri Olli                       |
| 2008  | Oberstdorf | Autriche Martin Koch Thomas Morgenstern Andreas Kofler Gregor Schlierenzauer           | Finlande Janne Happonen Harri Olli Matti Hautamäki Janne Ahonen               | Norvège Bjørn Einar Romøren Anders Bardal Tom Hilde Anders Jacobsen                  |
| 2006  | Kulm       | Norvège Roar Ljøkelsøy Lars Bystøl Bjørn Einar Romøren Tommy Ingebrigtsen              | Finlande Janne Ahonen Tami Kiuru Matti Hautamäki Janne Happonen               | Allemagne Michael Neumayer Georg Späth Alexander Herr Michael Uhrmann                |
| 2004  | Planica    | Norvège Roar Ljøkelsøy Sigurd Pettersen Bjørn Einar Romøren Tommy Ingebrigtsen         | Finlande Janne Ahonen Tami Kiuru Matti Hautamäki Veli-Matti Lindström         | Autriche Thomas Morgenstern Andreas Widhölzl Andreas Goldberger Wolfgang Loitzl      |